# Вхождение мордовского народа в состав Русского государства
Вхождение мордовского народа в состав Русского государства — сложный и многогранный процесс, распадающийся на ряд неоднозначных по характеру и значению этапов. Первоначально сложились предпосылки присоединения к Московскому государству мордовских земель Примокшанья, правобережья Волги и Присурья в составе Нижегородского и Рязанского княжеств.
23-25 августа 2012 года отмечалось 1000-летие единения мордовского народа с народами России
Нижегородское княжество являлось преемником политических традиций Владимиро-суздальских князей. В 1328 году князь Константин Васильевич повелел русским людям селиться по рекам Оке, Волге, Кудьме на месте мордовских селищ.
В 1372 году на левом берегу Суры была заложена крепость Курмыш. Территория, подвластная Нижнему Новгороду, включала земли мордвы по левобережью Суры до Запьянья.
В 1392 году Великий князь Московский Василий I получил в Орде ярлык на нижегородское княжение. К 1411 году Нижний Новгород был окончательно подчинён московским князьям.
Мордовские «места» на Средней Цне и по нижнему течению Мокши в конце XIV века уже входили в состав Рязанского княжества. В 1444 году мордва выступила вместе с рязанской и московской ратью против вторгшихся татар. В 1402 и 1447 годах была достигнута договорённость между московскими и рязанскими князьями о разделении владений в мордовских «местах».
В 1480-е годы значительная часть Мордовской земли входила в состав Московского государства. В это время, в связи с определением юго-восточной границы Русского государства по нижнему и среднему течению Суры, среднему течению Мокши и Цны вопрос о вхождении мордовского народа был решён политически. Мордва была определена среди подданных московских князей в духовных и иных грамотах Ивана III, в дипломатических документах.
В связи с обострением взаимоотношений с Казанским ханством (начало XVI века) Русское государство предприняло шаги по укреплению своей мордовской окраины: началось строительство городов-крепостей (Темников; 1536). Одновременно шло правовое закрепление мордовского народа в составе Русского государства, ознаменовавшегося рядом юридических актов и завершившегося Свияжской присягой 1551 года (см. Казанские походы 1545—1552 годов).
Взятие Казани в 1552 году и ликвидация Казанского ханства кардинально изменили историю мордовского народа — его вхождение в Русское государство завершилось с военно-политической и правовой точек зрения. Для 2-й половины XVI века характерны освоение земель и включение региона в политическую и социальную структуру русской сословно-представительской монархии.
В региональной историографии нет единого мнения относительно сроков вхождения. Одни историки (Г. Я. Меркушкин, Н. Ф. Мокшин, В. К. Абрамов) связывают завершение процесса с событиями 1551—1552 годов и ликвидацией Казанского ханства; другие (А. В. Клеянкин, М. Ф. Жиганов) называют середину 1480-х годов, третьи (Н. В. Заварюхин) — называют период 1392—1393 годов, время присоединения к Москве Нижегородского княжества и Мещеры. Неоднозначна и оценка вхождения: Г. Я. Меркушкин, А. В. Клеянкин, М. Ф. Жиганов и др. подчёркивают его добровольность; К. Н. Сануков акцентирует внимание на насильственной стороне.

## Источник
- Энциклопедия Мордовия, В. А. Юрчёнков.